# Plesiopelma imperatrix
Plesiopelma imperatrix là một loài nhện trong họ Theraphosidae.
Loài này thuộc chi Plesiopelma. Plesiopelma imperatrix được miêu tả năm 1976 bởi Piza.